# Cyclopecten imbrifer

Cyclopecten imbrifer är en musselart som först beskrevs av Sven Lovén 1847.
Cyclopecten imbrifer ingår i släktet Cyclopecten och familjen Propeamussidae. Inga underarter finns listade i Catalogue of Life.